# Aleksandr Putjkov
Aleksandr Nikolajevitj Putjkov (ryska: Апександр Никопаевич Пучков), född 25 mars 1957 i Uljanovsk, död 9 oktober 2024, var en rysk friidrottare som tävlade i häcklöpning för Sovjetunionen under sin aktiva karriär. 
Putjkovs främsta merit är bronsmedaljen på 110 meter häck från Olympiska sommarspelen 1980 i Moskva. Han blev europamästare inomhus 1982 då på 60 meter häck.

## Personliga rekord
- 110 meter häck -13,44 från 1980